# 张向善
张向善（1917年—1998年），男，山东鄄城人，中华人民共和国军事人物，中国人民解放军少将，曾任化学工业部政治部主任，中国科学院行政管理局党委书记、局长。